# Червонослобідська сільська рада (Макарівський район)
| Червонослобідська сільська рада — орган місцевого самоврядування у Макарівському районі Київської області з адміністративним центром у с. Червона Слобода. Історична дата утворення: 1 березня 1993 року. Водоймища на території, підпорядкованій даній раді: річка Здвиж. Сільській раді підпорядковані населені пункти: - с. Червона Слобода |

## Склад ради
Рада складається з 14 депутатів та голови.

### Керівний склад ради
| ПІБ                         | Основні відомості                                                               | Дата обрання | Дата звільнення |
| --------------------------- | ------------------------------------------------------------------------------- | ------------ | --------------- |
| Попова Катерина Миколаївна  | Сільський голова, 1956 року народження, освіта, позапартійна                    | 26.03.2006   | 31.10.2010      |
| Панова Валентина Миколаївна | Сільський голова, 1964 року народження, освіта середня спеціальна, позапартійна | 31.10.2010   |                 |

Примітка: таблиця складена за даними джерела